# La Fresnaye-sur-Chédouet

La Fresnaye-sur-Chédouet este o comună în departamentul Sarthe, Franța. În 2009 avea o populație de 948 de locuitori.